# 新仓站
新倉站（：／ Sinch'ang yŏk */?）是朝鮮民主主義人民共和國平安南道殷山郡新倉里的一個鐵路車站，属于平罗线和天聖煤礦線。

## 邻近车站
平罗线
首陽站 - 新倉站 - 修德站
天聖煤礦線
新倉站 - 望日里站